# Chiesa di Santa Maria Maggiore (Meduno)
La chiesa di Santa Maria Maggiore è la parrocchiale di Meduno, in provincia di Pordenone e diocesi di Concordia-Pordenone; fa parte della forania di Maniago.

## Storia
Sembra che la primitiva chiesetta di Meduno risalisse al V-VI secolo. Si sa che tra i secoli XI e XII Meduno divenne sede di una pieve, che fu edificata proprio in quel periodo. L'edificio fu rifatto tra il 1549 ed il 1566, consacrato nel 1571 e restaurato nel Settecento. L'attuale parrocchiale venne costruita tra il 1830 ed il 1834. La chiesa fu danneggiata dal sisma del 1976 e fu oggetto di un'importante lavoro di ristrutturazione nel 2000. Il 28 settembre 2004 un incendio danneggiò l'interno dell'edificio e, perciò, si dovette procedere con un intervento di risistemazione; fu necessario pure sottoporre l'organo ad un'importante pulitura nel 2005 e nel 2010 vennero rinnovati gli affreschi ottocenteschi del soffitto.